# Contea di Mercer (Virginia Occidentale)
La contea di Mercer (in inglese Mercer County) è una contea dello Stato della Virginia Occidentale, negli Stati Uniti. La popolazione al censimento del 2000 era di 62 980 abitanti. Il capoluogo di contea è Princeton.